# 9670 Magni
9670 Magni è un asteroide della fascia principale.
Scoperto il 10 luglio 1997 dall'astronomo italiano Andrea Boattini, presenta un'orbita caratterizzata da un semiasse maggiore pari a 2,9913958 UA e da un'eccentricità di 0,0472312, inclinata di 10,29326° rispetto all'eclittica.
Il suo nome è in onore all'astrofisico italiano Gianfranco Magni, che lavora presso l'IASF (Istituto di Astrofisica Spaziale e Fisica Cosmica) di Roma, particolarmente attivo negli studi di fisica stellare.